# Campionato africano maschile di pallavolo 2011
Il XVIII campionato africano maschile di pallavolo si è svolto dal 23 settembre al 29 settembre 2011 a Tangeri, in Marocco. Al torneo hanno partecipato 8 squadre nazionali africane e la vittoria finale è andata per la sesta volta, la quarta consecutiva, all'Egitto.

## Squadre partecipanti
- Algeria
- Botswana
- Camerun
- Egitto
- Marocco
- Rep. del Congo
- Sudafrica
- Tunisia

## Gironi
| Girone A                         | Girone B                                |
| -------------------------------- | --------------------------------------- |
| Botswana Camerun Marocco Tunisia | Algeria Egitto Rep. del Congo Sudafrica |

## Fase finale

### Finali 1º e 3º posto
|  | Semifinali | Semifinali | Semifinali |        |         | Finale 1º/2º posto | Finale 1º/2º posto | Finale 1º/2º posto |  |
|  |            |            |            |        |         |                    |                    |                    |  |
|  | Camerun    | Camerun    | 3          |        |         |                    |                    |                    |  |
|  | Camerun    | Camerun    | 3          |        |         |                    |                    |                    |  |
|  | Algeria    | Algeria    | 2          |        |         |                    |                    |                    |  |
|  | Algeria    | Algeria    | 2          |        | Camerun | Camerun            | 1                  |                    |  |
|  |            |            |            |        | Camerun | Camerun            | 1                  |                    |  |
|  |            |            | Egitto     | Egitto | 3       |                    |                    |                    |  |
|  | Egitto     | Egitto     | Egitto     | Egitto | 3       | 3                  |                    |                    |  |
|  | Egitto     | Egitto     |            |        |         | 3                  |                    |                    |  |
|  | Tunisia    | Tunisia    | 0          |        |         | Finale 3º/4º posto | Finale 3º/4º posto | Finale 3º/4º posto |  |
|  | Tunisia    | Tunisia    | 0          |        |         |                    |                    |                    |  |
|  |            |            |            |        |         |                    |                    |                    |  |
|  |            |            |            |        |         | Algeria            | Algeria            | 1                  |  |
|  |            |            |            |        |         | Algeria            | Algeria            | 1                  |  |
|  |            |            |            |        |         | Tunisia            | Tunisia            | 3                  |  |

### Finali 5º e 7º posto
|  | Semifinali     | Semifinali     | Semifinali |         |                | Finale 5º/6º posto | Finale 5º/6º posto | Finale 5º/6º posto |  |
|  |                |                |            |         |                |                    |                    |                    |  |
|  | Marocco        | Marocco        | 3          |         |                |                    |                    |                    |  |
|  | Marocco        | Marocco        | 3          |         |                |                    |                    |                    |  |
|  | Sudafrica      | Sudafrica      | 0          |         |                |                    |                    |                    |  |
|  | Sudafrica      | Sudafrica      | 0          |         | Rep. del Congo | Rep. del Congo     | 3                  |                    |  |
|  |                |                |            |         | Rep. del Congo | Rep. del Congo     | 3                  |                    |  |
|  |                |                | Marocco    | Marocco | 1              |                    |                    |                    |  |
|  | Rep. del Congo | Rep. del Congo | Marocco    | Marocco | 1              | 3                  |                    |                    |  |
|  | Rep. del Congo | Rep. del Congo |            |         |                | 3                  |                    |                    |  |
|  | Botswana       | Botswana       | 0          |         |                | Finale 7º/8º posto | Finale 7º/8º posto | Finale 7º/8º posto |  |
|  | Botswana       | Botswana       | 0          |         |                |                    |                    |                    |  |
|  |                |                |            |         |                |                    |                    |                    |  |
|  |                |                |            |         |                | Sudafrica          | Sudafrica          | 3                  |  |
|  |                |                |            |         |                | Sudafrica          | Sudafrica          | 3                  |  |
|  |                |                |            |         |                | Botswana           | Botswana           | 1                  |  |

## Classifica finale
| Classifica | Squadre        | Qualificazione       |
| ---------- | -------------- | -------------------- |
|            | Egitto         | Coppa del Mondo 2011 |
|            | Camerun        |                      |
|            | Tunisia        |                      |
| 4          | Algeria        |                      |
| 5          | Rep. del Congo |                      |
| 6          | Marocco        |                      |
| 7          | Sudafrica      |                      |
| 8          | Botswana       |                      |